# Anacamptis israelitica
Anacamptis israelitica är en orkidéart som först beskrevs av Helmut Baumann och A. Dafni, och fick sitt nu gällande namn av R.M.Bateman, Pridgeon och M.W.Ch. Anacamptis israelitica ingår i släktet salepsrötter, och familjen orkidéer. Inga underarter finns listade i Catalogue of Life.
Arten förekommer i norra Israel och södra Libanon. Den växer i låglandet och i bergstrakter mellan 50 och 1000 meter över havet. Växten ingår i buskskogar. Den gynnas av träd i närheten som ger lite skugga.
Allt för täta buskskogar ger för mycket skugga när betesdjur saknas. Hela populationen anses vara stabil. IUCN listar arten som livskraftig (LC).

## Bildgalleri

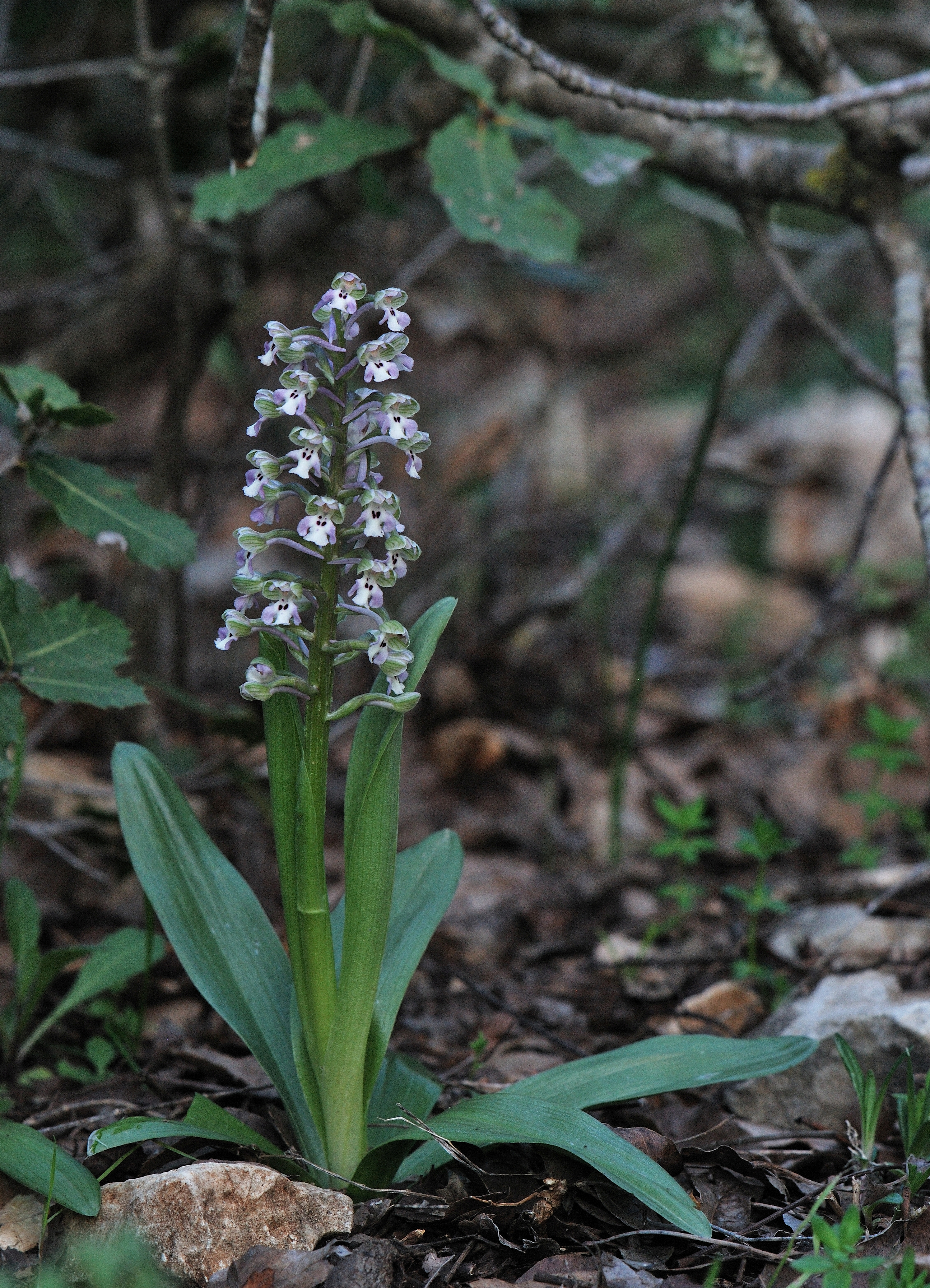
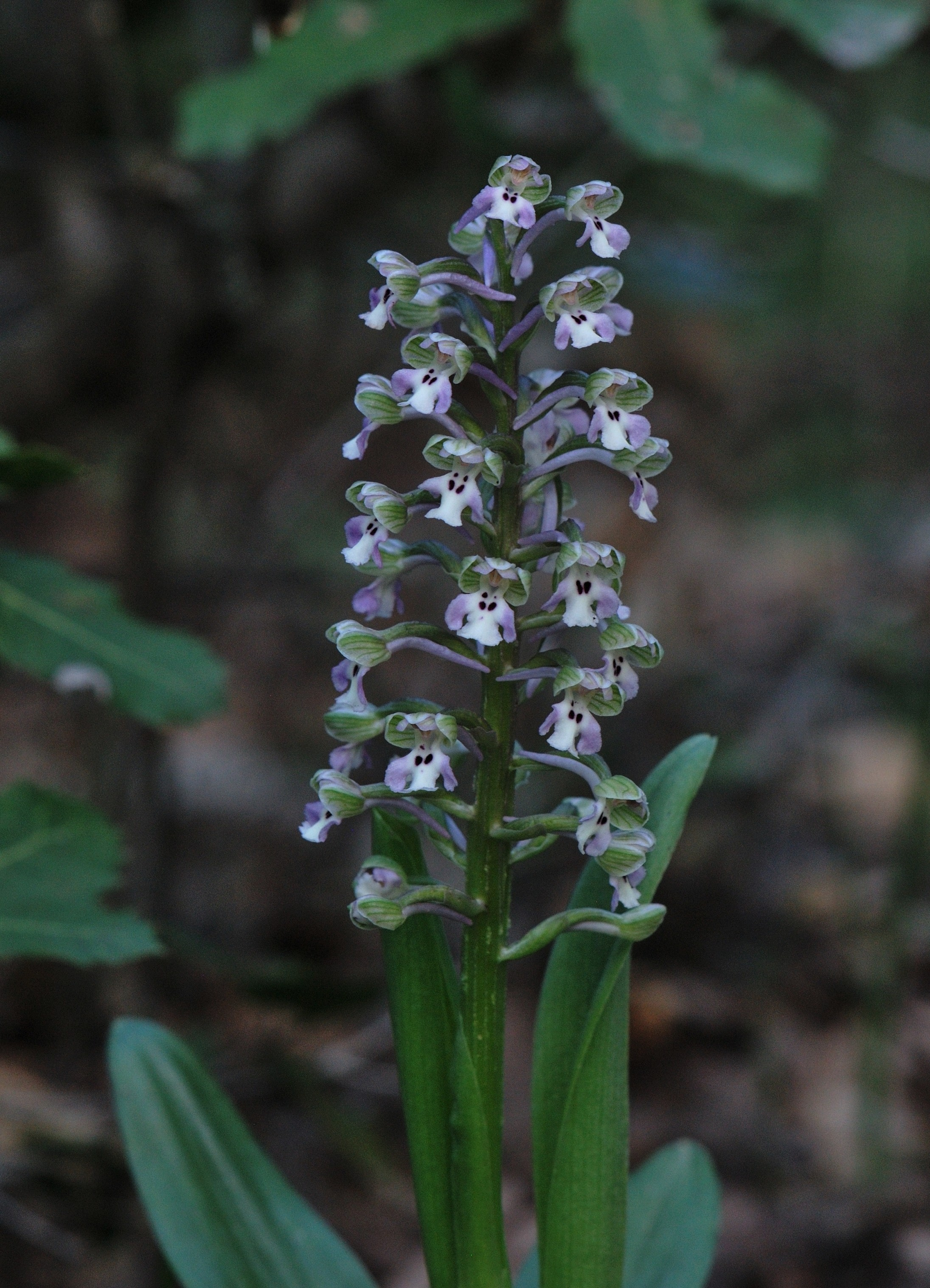
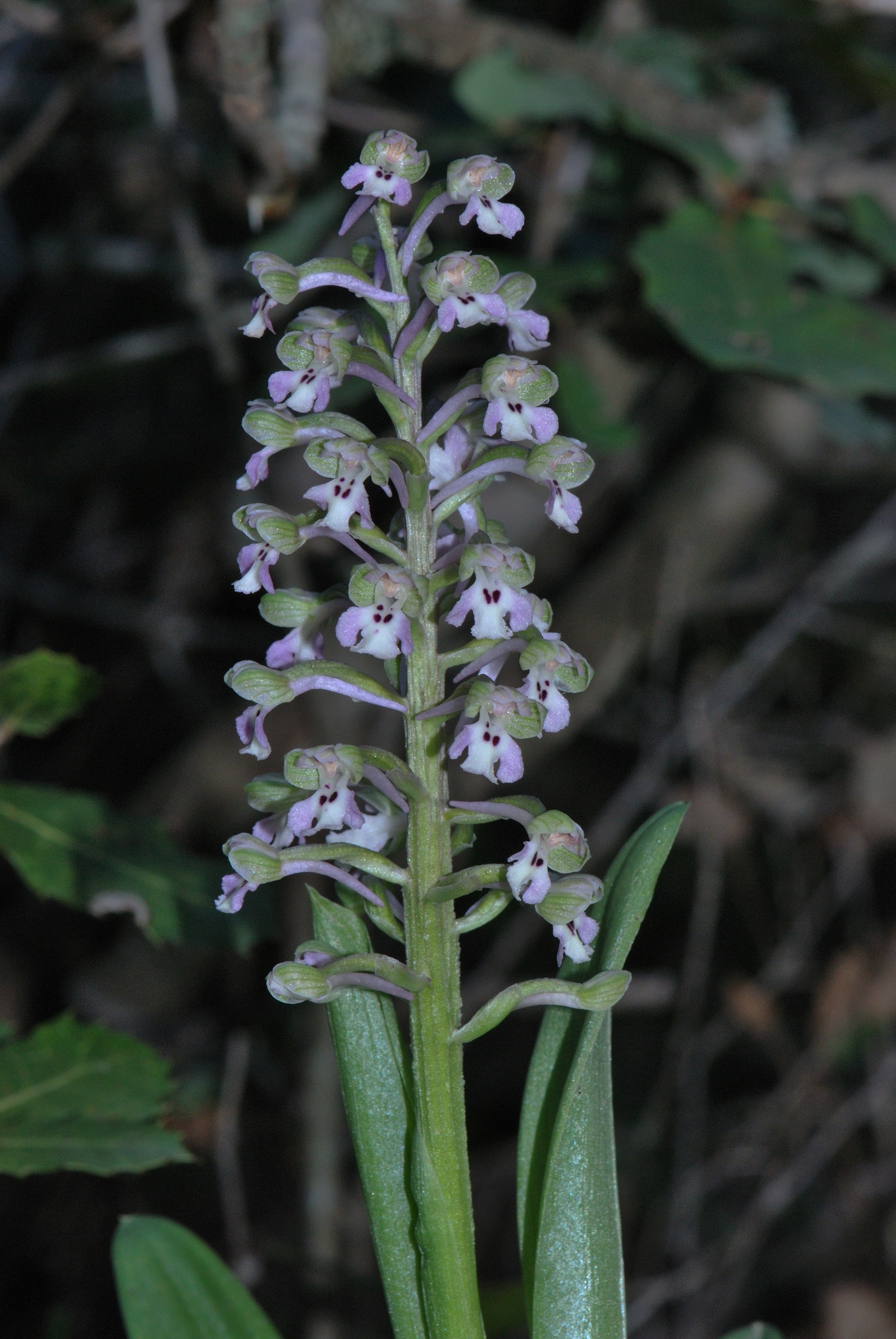
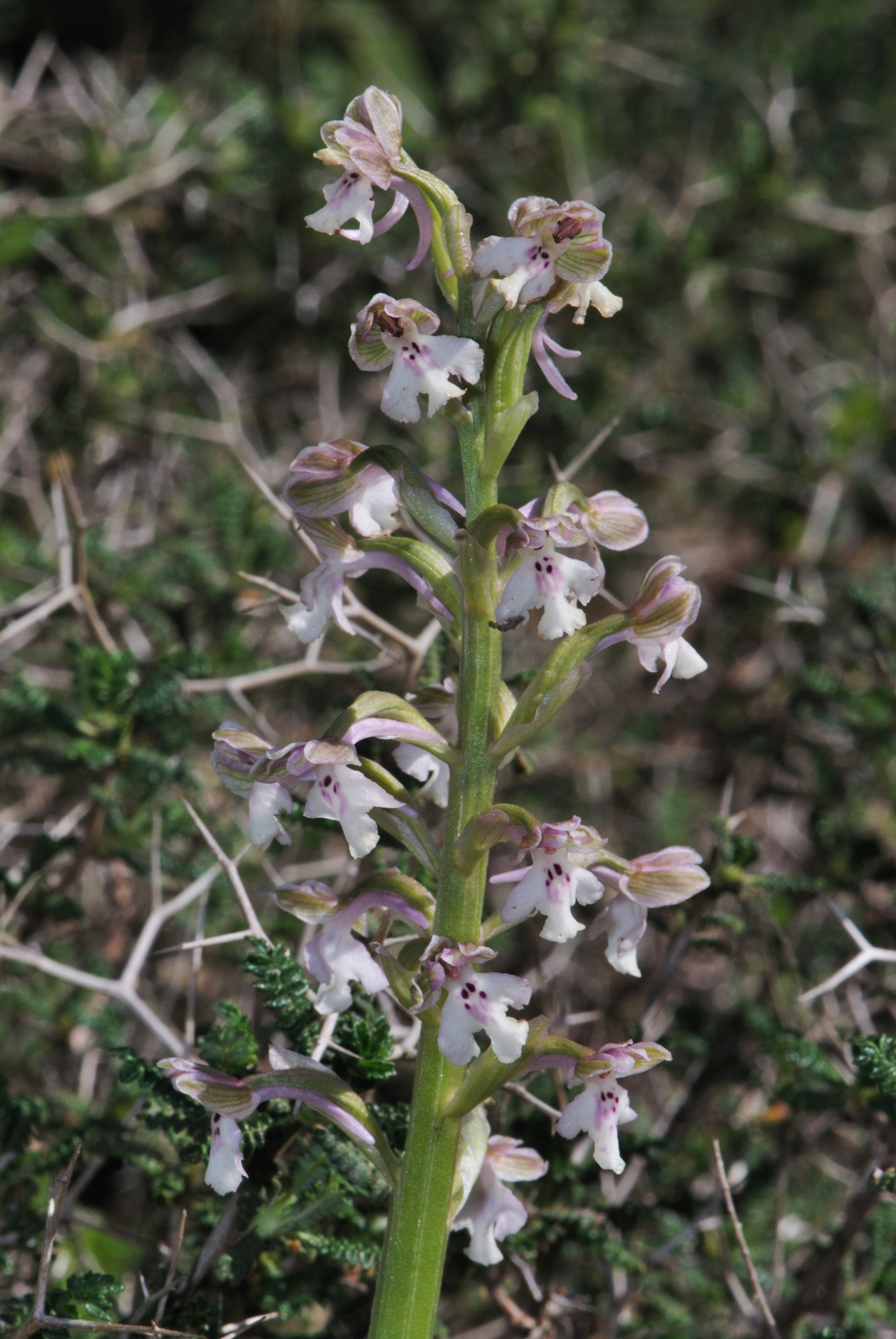